# Andén Cero
Andén Cero (deutsch Bahnsteig Null) ist der gemeinsame Name der von der Metro Madrid betriebenen Museen und Ausstellungen.
Es handelt sich im Wesentlichen um die Maschinenhalle des ehemaligen Elektrizitätswerks Pacífico und die ehemalige Metrostation Chamberí. Einmal im Monat ist das alte Vestibül der Metrostation Pacífico nach Voranmeldung öffentlich zugänglich. Nichts direkt mit der U-Bahn zu tun haben eine Ausstellung zur Wasserversorgung Madrids im 16. und 17. Jahrhundert in der Metrostation Ópera und eine paläontologische Ausstellung in der Metrostation Carpetana, die unter anderem Funde beim Umbau dieser Station zeigt.